# STS-98
STS-98 – misja wahadłowca Atlantis agencji NASA do Międzynarodowej Stacji Kosmicznej (ISS). Był to dwudziesty trzeci lot promu kosmicznego Atlantis i sto drugi programu lotów wahadłowców.

## Cel misji
Siódmy lot wahadłowca na stację orbitalną ISS – dołączenie do stacji amerykańskiego modułu laboratoryjnego Destiny.

## Załoga
źródło
- Kenneth Cockrell (4)*, dowódca (CDR)
- Mark L. Polansky (1), pilot (PLT)
- Robert L. Curbeam (2), specjalista misji (MS1)
- Marsha S. Ivins (5), specjalista misji (MS2)
- Thomas Jones (4), specjalista misji (MS3)

*(w nawiasie podano liczbę lotów odbytych przez każdego z astronautów)

## Parametry misji
- Masa:
  - startowa orbitera: 115 529 kg
  - lądującego orbitera: 90 225 kg
  - ładunku: 14 515 kg
- Perygeum: 365 km[4]
- Apogeum: 378 km[4]
- Inklinacja: 51,5°[4]
- Okres orbitalny: 92 min[4]

## Dokowanie do ISS
- Połączenie z ISS: 9 lutego 2001, 16:51:00 UTC
- Odłączenie od ISS: 16 lutego 2001, 14:05:50 UTC
- Łączny czas dokowania: 6 dni 21 godzin 14 minut 50 sekund

## Spacer kosmiczny
- EVA-1 (10 lutego 2001, 7 godz. 34 min): T. Jones, R. Curbeam.
- EVA-2 (12 lutego 2001, 6 godz. 50 min): T. Jones, R. Curbeam.
- EVA-3 (14 lutego 2001, 5 godz. 25 min): T. Jones, R. Curbeam.

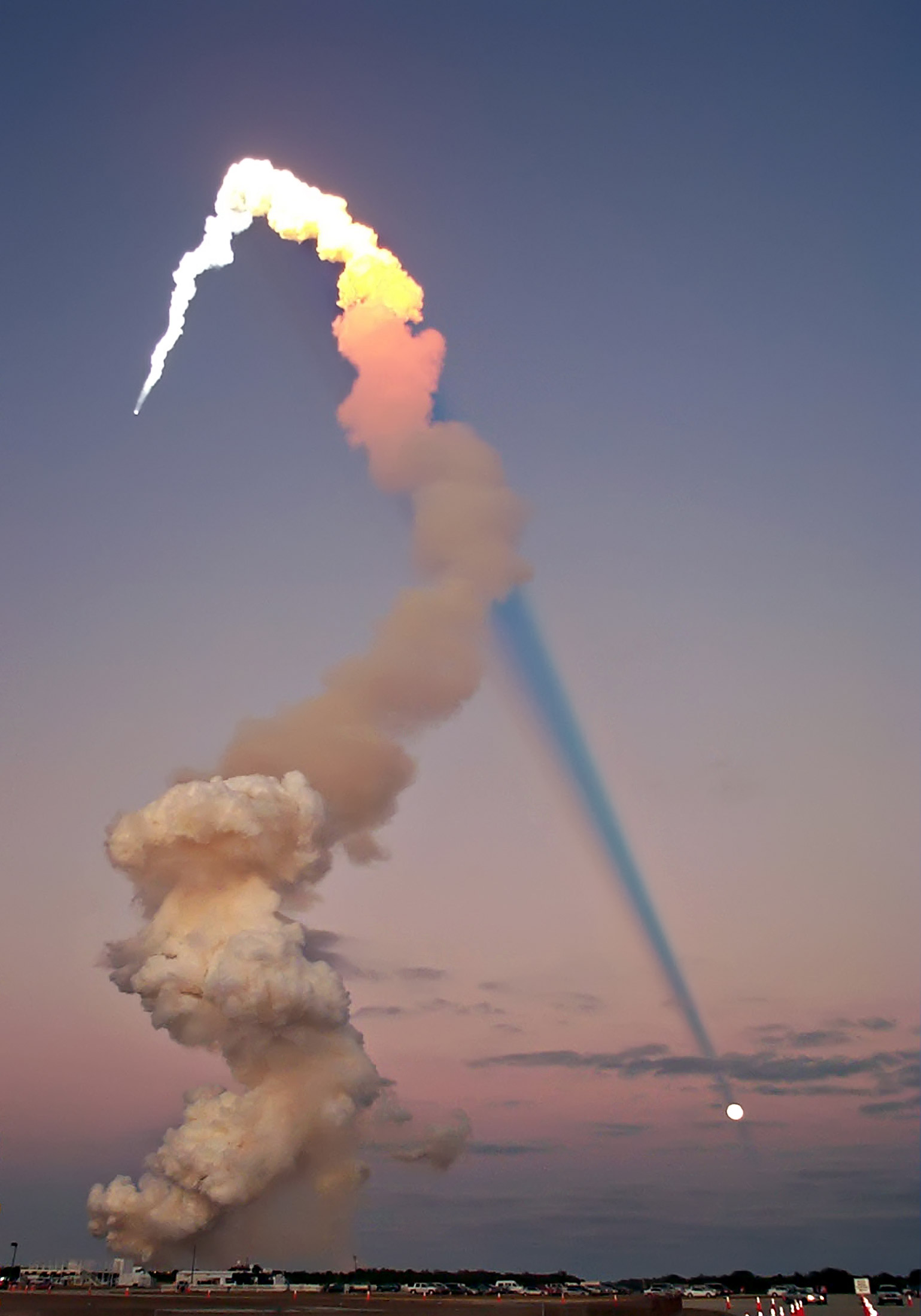
STS-98 po starcie
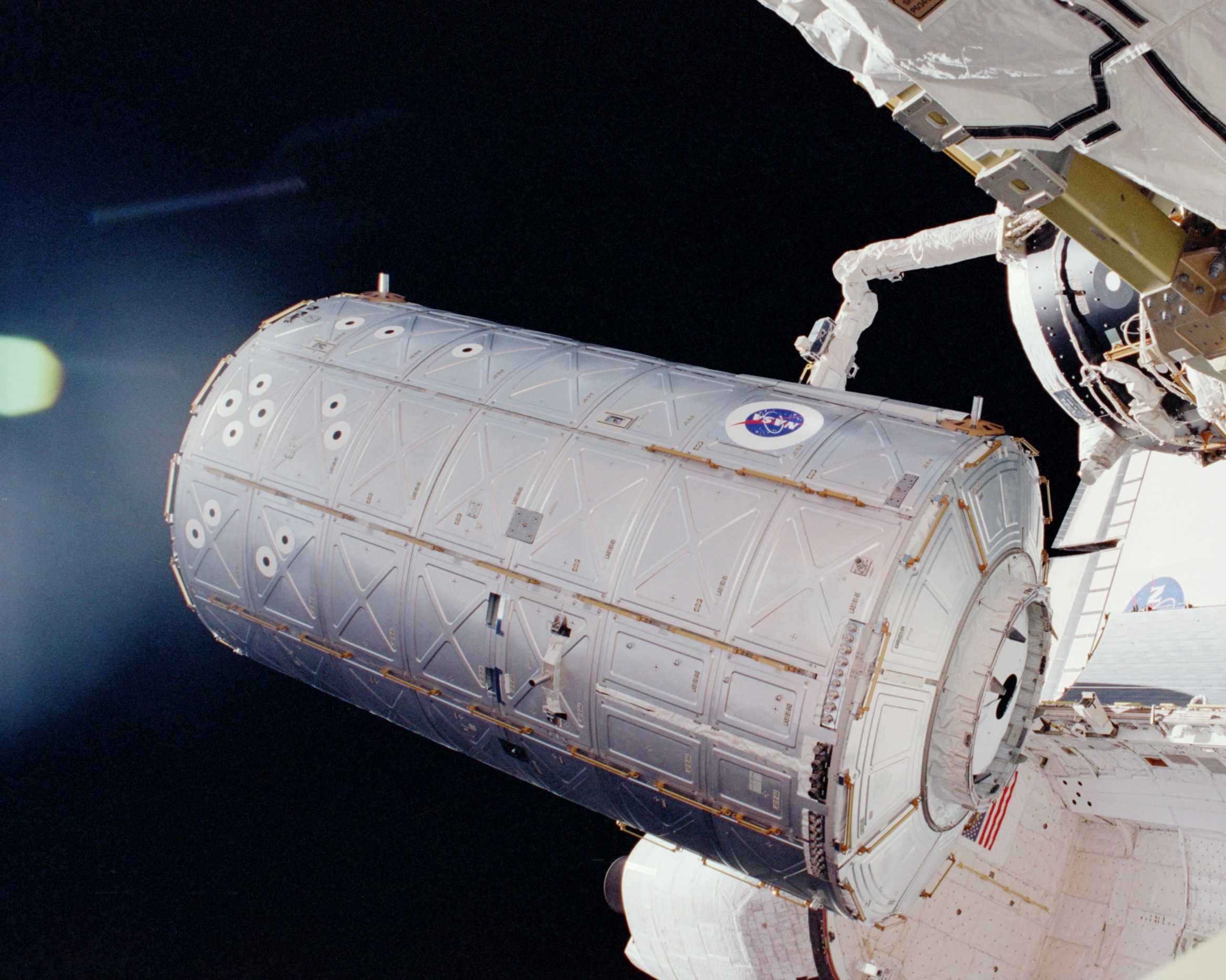
Moduł Destiny opuszcza ładownię wahadłowca